# Bosmeesters
Bosmeesters (Lachesis) zijn een geslacht van slangen uit de familie adders (Viperidae) en de onderfamilie groefkopadders (Crotalinae).

## Naam en indeling
De wetenschappelijke naam van de groep werd voor het eerst voorgesteld door Daudin in 1803.
Lange tijd bestond de groep uit drie soorten, in 2004 werd de soort Lachesis achrocorda hernoemd, die tot dan toe tot Bothrops werd gerekend. Veel soorten die tegenwoordig tot andere geslachten worden gerekend, behoorden vroeger tot de bosmeesters. Voorbeelden zijn soorten uit de geslachten Protobothrops, Trimeresurus, Bothriechis en Bothrops.

## Verspreidingsgebied
Alle soorten komen voor in delen van Zuid- en Midden-Amerika en leven in de landen Colombia, Ecuador, Brazilië, Venezuela, Suriname, Frans-Guyana, Guyana, Trinidad, Peru, Bolivia, Nicaragua, Costa Rica en Panama.

## Soorten
Het geslacht omvat de volgende soorten, met de auteur en het verspreidingsgebied.
| Naam                       | Auteur                   | Verspreidingsgebied                                                                             |
| -------------------------- | ------------------------ | ----------------------------------------------------------------------------------------------- |
| Lachesis acrochorda        | Garcia, 1896             | Panama, Colombia, Ecuador                                                                       |
| Lachesis melanocephala     | Solórzano & Cerdas, 1986 | Costa Rica, Panama                                                                              |
| Bosmeester (Lachesis muta) | Linnaeus, 1766           | Colombia, Ecuador, Brazilië, Venezuela, Suriname, Frans-Guyana, Guyana, Trinidad, Peru, Bolivia |
| Lachesis stenophrys        | Cope, 1876               | Nicaragua, Costa Rica, Panama                                                                   |